# Lijst van Noord-Macedonische autosnelwegen

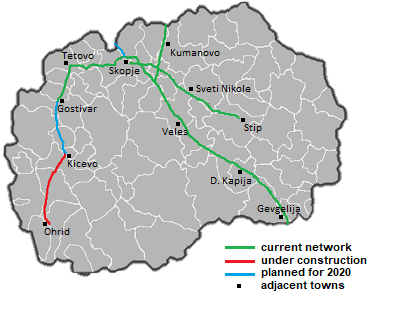
Snelwegnet in Noord-Macedonië

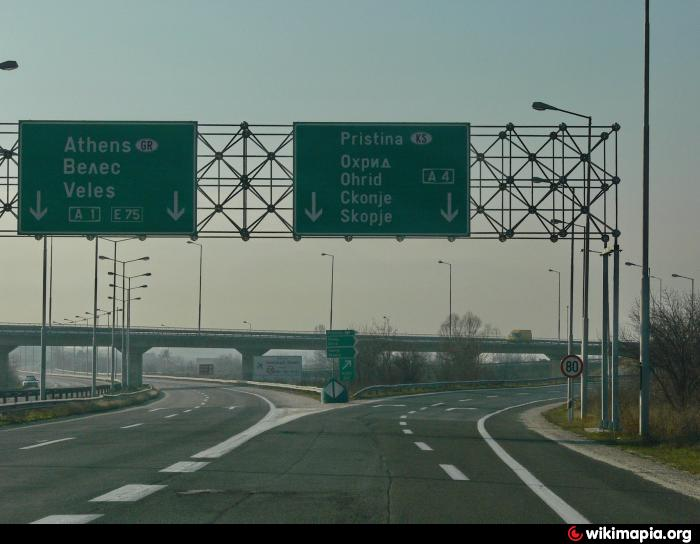
Noord-Macedonische autosnelweg

Hieronder volgt een lijst van (gedeeltelijke) autosnelwegen in Noord-Macedonië:
| Snelwegnummer | Route                                                           |
| ------------- | --------------------------------------------------------------- |
|               | Grens met Servië (grensovergang Horgoš) - grens met Griekenland |
|               | Kriva Palanka - grens met Bulgarije                             |
|               | Štip - Kadrifakovo                                              |
|               | grens met Kosovo - grens met Bulgarije                          |

A1 · 
A2 · 
A3 · 
A4